# Queen's University

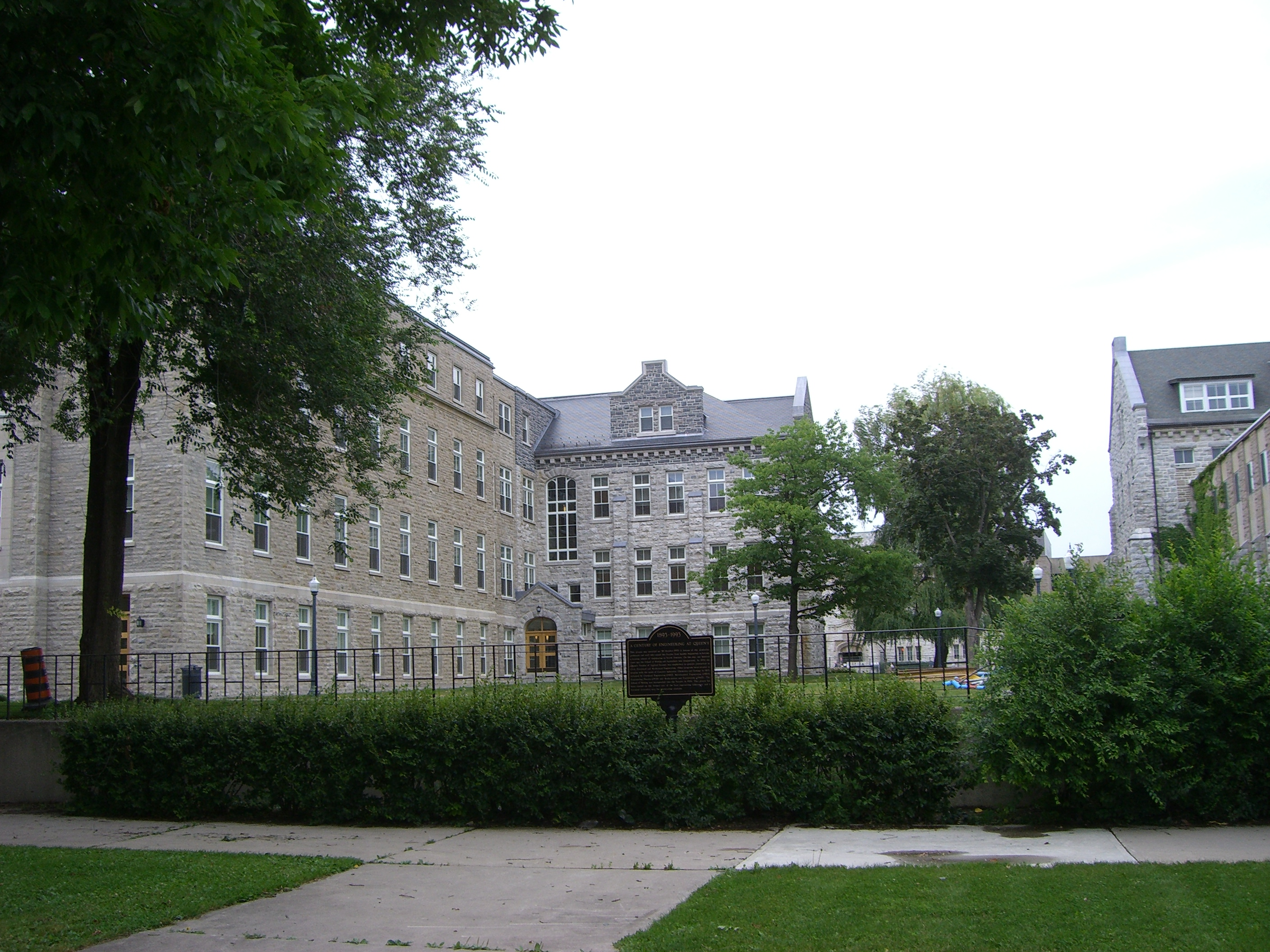
Campus da universidade

Queen's University in Kingston (comumente abreviado para Queen's University ou Queen's) é uma universidade pública de pesquisa em Kingston, Ontário, Canadá. Fundada em 16 de outubro de 1841 através de uma carta patente real da Rainha Victoria, a universidade antecede a fundação do Canadá em 26 anos. A instituição detém mais de 1.400 hectares de terra em todo Ontário e possui o Castelo de Herstmonceux em East Sussex, na Inglaterra. A Queen's está organizada em dez faculdades e escolas de graduação.